# Wabiszczewicze-Płotniccy herbu Juńczyk

Herb Wabiszczewiczów-Płotnickich – Juńczyk

Wabiszczewiczowie herbu Juńczyk, o przydomku Płotnicki – polski ród szlachecki, znany od końca XVI wieku na ziemiach dawnego Księstwa Turowskiego wchodzących w skład Wielkiego Księstwa Litewskiego, a następnie Rzeczypospolitej Obojga Narodów.

## Historia rodu
Pierwsza wzmianka o przedstawicielach rodu pochodzi z 1524 r. w Przywileju królowej Bony Sforzy na posiadanie ziem wokół przedmieść Płotnicy, Stachowa, Ruchczy (obecnie Rejon stoliński Obwódu brzeskiego na Białorusi), wzmiankowani później w spisach wojsk Wielkiego Księstwa Litewskiego z 1528 i 1567 r., w Przywileju króla Polski Zygmunta II Augusta z 1566 r., potwierdzającego prawa szlacheckie szlachty ziemi pińskiej, oraz w innych aktach prawnych w tym w aktach kupna i sprzedaży ziemi w Wielkim Księstwie Litewskim, Rzeczypospolitej Obojga Narodów, a po rozbiorze Polski, w Guberni mińskiej Imperium Rosyjskiego (w obwodzie pińskim).
Najwcześniejsze wzmianki o przodkach rodu Wabiszczewiczów notują dokumenty historyczne pochodzące z początku XVI wieku.
Z przywileju Królowej Bony dla bojara Prońki z 1524 roku wynika, że trzej bracia: Proń, Horain i Jeremiasz żyli na początku XVI wieku w okolicy Płotnicy w powiecie pińskim w granicach Wielkiego Księstwa Litewskiego (stąd przydomek Płotniccy). Bojarzy pińscy w dokumencie z roku 1559 zaświadczają, że ziemią tą władał ojciec, dziad i przodkowie bajara Pronia Wabiszczewicza.
Przypuszczalnie, ród ten żył na tej ziemi od XIV wieku i posiadał majątek w Płotnicy i Stachowie a ich potomkowie żyli w Osowie, Strudze, Białouszy. Przedstawiciele rodu służyli w wojsku Wielkiego Księstwa Litewskiego, uczestniczyli w sejmikach, wybierali urzędników, sami zajmowali stanowiska urzędowe.
W 1795 roku w wyniku rozbiorów Polski powiat piński został przyłączony do Imperium Rosyjskiego. W opisie dla Komisji Wywodowej Mińskiej Szlachty o przyznanie szlachectwa rosyjskiego rodowi Wabiszczewiczów-Płotnickich z 27 grudnia 1802 roku stwierdzono:
„Wywodowa deputacja po rozpatrzeniu przedstawionych dokumentów uznaje jako dostateczne dla przyznania rodowi urodzonych Wabiszczewiczów-Płotnickich tytułu szlacheckiego. My przedstawiciele szlachty i deputaci wybrani z powiatów Mińskiej Guberni, stosownie do przepisów w Dyplomacie od 1785 praw najmiłościwszej szlachcie nadanej, niemniej też pilnując się prawideł w Ukazie Rządzącego Senatu za Najłaskawszą Konfirmacją Najjaśniejszego Monarchy pod dniem 5 maja 1801 roku wydanym, uznajemy rodzinę urodzonych Wabiszczewiczów-Płotnickich a żyjących dzisiaj…. potomków Pronia,…… potomków Horaina, ……. potomków Jeremiasza za rodowitą i starożytną szlachtę polską i onych do Księgi Szlacheckiej Guberni Mińskiej do części pierwszej wnosimy”.
Obecnie przedstawiciele tego rodu zamieszkują między innymi Białoruś, Polskę, Niemcy, Rosję, Stany Zjednoczone, Kraje Bałtyckie, Ukrainę oraz Kontynent Ameryki Południowej.